# Elmer Snowden
Elmer Chester Snowden (Baltimore, 9 de octubre de 1900 - Filadelfia, 14 de mayo de 1973)  fue un banjo estadounidense de la era del jazz. También tocaba la guitarra y, en las primeras etapas de su carrera, todos los instrumentos de lengüeta. Contribuyó en gran medida al jazz en sus inicios como intérprete y director de banda, y lanzó las carreras de muchos de los mejores músicos.

## Biografía
Nació en Baltimore, Maryland, Estados Unidos,  de Gertude Snowden y tenía un hermano, James. Su madre trabajaba como lavandera, pero en el momento del registro militar de la Primera Guerra Mundial de 1917, un mes antes de cumplir 17 años, ya figuraba su ocupación como "músico", mientras vivía con su madre,  y en 1920 El censo federal indica que todavía vive en casa y trabaja como "músico en un salón de baile". 
Fue el líder original de los habitantes de Washington, un grupo que trajo a la ciudad de Nueva York desde la capital en 1923.  Incapaz de obtener una reserva, Snowden envió a buscar a Duke Ellington,  quien estaba con el grupo cuando grabaron tres lados de prueba para Víctor que nunca fueron emitidos. Ellington finalmente asumió el liderazgo de la banda,  que contenía el núcleo de lo que más tarde se convirtió en su orquesta. 
También fue un reconocido líder de banda: Count Basie, Jimmie Lunceford, Bubber Miley, "Tricky Sam" Nanton, Frankie Newton, Benny Carter, Rex Stewart, Roy Eldridge y Chick Webb se encuentran entre los músicos que trabajaron en sus bandas. 
Muy activo en la década de 1920 como agente y músico,  Snowden llegó a tener cinco bandas tocando bajo su nombre en Nueva York, una de las cuales estaba dirigida por el pianista Cliff Jackson. La mayoría de sus bandas no fueron grabadas, pero una banda de Snowden que incluía a Eldridge, Al Sears, Dicky Wells y Sid Catlett apareció en un cortometraje de Vitaphone Varieties, Smash Your Baggage (1932). 
Aunque Snowden continuó siendo musicalmente activo durante toda su vida, después de mediados de la década de 1930, con el retiro de su antiguo compañero musical Bob Fuller, su carrera fue relativamente oscura en Nueva York. Continuó tocando hasta la década de 1950, pero fuera del centro de atención.  Después de una disputa con el sindicato de músicos de Nueva York, se trasladó a Filadelfia, donde enseñó música, contando entre sus alumnos al pianista Ray Bryant, su hermano, el bajista Tommy Bryant, y el saxofonista Sahib Shihab, originalmente conocido como Edmond Gregory.
Snowden trabajaba como asistente de estacionamiento en 1959 cuando Chris Albertson, entonces disc jockey de Filadelfia, se cruzó con él. En 1960, Albertson reunió a Snowden y al cantante y guitarrista Lonnie Johnson para dos álbumes de Prestige, formó un cuarteto que incluía a Cliff Jackson para una sesión de Riverside, Harlem Banjo y, en 1961, una sesión de sexteto con Roy Eldridge, Bud Freeman y Jo Jones, y Ray y Tommy Bryant, fue lanzado en los sellos Fontana y Black Lion.
En 1963, con su carrera impulsada, Snowden apareció en el Festival de Jazz de Newport. Luego se mudó a California para enseñar en la Universidad de California, Berkeley, y tocó con Turk Murphy además de recibir lecciones privadas de guitarra y banjo con estudiantes privados. Realizó una gira por Europa en 1967 con el Newport Guitar Workshop.
En 1969, regresó a Filadelfia, donde murió el 14 de mayo de 1973. 

## Discografía
- Harlem Banjo (Riverside, 1960) con Cliff Jackson, Tommy Bryant, Jimmy Crawford.